# 高知県教育センター
高知県教育センター（こうちけんきょういくセンター、英称：Kochi Prefectural Education Center）は、高知県が設置する教育に関する研究及び教育関係職員の研修を行う機関である。

## 概要・事業
高知県教育センターは高知県における教育に関する専門的、技術的事項の研究及び教育関係職員の研修を行なうため、1964年前身の高知県教育研究所を廃止して設置される。

## 所在地
- 高知県教育センター - 高知県高知市大津乙181番地

## 沿革
- 1946年（昭和21年）4月 規程により高知県教育研修所を設置
- 1949年（昭和24年）4月 教育委員会規則により高知県教育研究所を設置
- 1957年（昭和32年）4月 高知県教育研究所設置条例が施行され、条例に基づき設置。
- 1964年（昭和39年）4月 高知県教育センター設置条例が施行され、理科教育センター及び教育研究所をもって構成。
- 1968年（昭和43年）10月 高知県教育センター設置条例改正により理科教育センター及び教育研究所構成の解消
- 2000年（平成12年）4月 心の教育センターを設置
- 2003年（平成15年）4月 心の教育センターが高知県心の教育センターとして分離独立

## 組織
- 企画調整部
- 教職研修部
- 学校支援部